# Пирагаст
Пирагаст (греч. Πειράγαστος, Πηράγαστος, лат. Peragastus, транскрибируется также как Пирогаст, Перогост, Пирегаст и др.) (ум. ок. 597) — вождь и военачальник славян в конце VI в.

## Исторические сведения
Основным источником, содержащим информацию о Пирагасте, является «История» Феофилакта Симокатты. Согласно ему, Пирагаст в 597 году со своими войсками устроил засаду византийской армии у переправы через некую реку. В данном отрывке он назван филархом варваров, далее по тексту он называется таксиархом.
Византийцы, возглавляемые стратигом Петром, переправлялись через реку малыми отрядами, но их поочерёдно разбивали славяне. Тогда византийцы решили переправить единовременно всё войско. Не выдержав натиска и обстрела копьями, славяне отступили. Поражённый стрелой в бок, погибает Пирагаст. Славяне, потеряв своего предводителя, убегают. Византийцы занимают берег реки.
Также сведения о Пирагасте имеются в более поздних хрониках (у Феофана Исповедника и Анастасия Библиотекаря). Однако, информация о нём в этих источниках полностью основывается на данных Феофилакта Симокатты. Различие лишь в том, что Феофан и Анастасий называют Пирагаста экзархом славян.